# Stano Radič
Stano Radič (właśc. Stanislav Radič; ur. 7 maja 1955 w Kalinovie, zm. 8 kwietnia 2005 w Bratysławie) – słowacki komik, publicysta, osobowość telewizyjna i radiowa.
Był absolwentem Wydziału Filozoficznego Uniwersytetu Komeńskiego w Bratysławie, gdzie studiował socjologię. Podczas studiów poznał Ivetę Radičovą, swoją przyszłą żonę i premier Słowacji w latach 2010–2012.
Po ukończeniu studiów został zatrudniony jako socjolog w Gabinecie Metodyczno-Badawczym Radia Czechosłowackiego w Bratysławie.
Był autorem komedii radiowych: Vetrolam (1983), Zverokruh (1985), Viróza (1986), O kladnom hrdinovi (1987), Sny jedného reportéra (1987), A potom za plotom…, Asistent v zábehu (obe 1988), Dallas nad Váhom (1992).